# Immergentia suecica
Immergentia suecica är en mossdjursart som beskrevs av Silén 1947. Immergentia suecica ingår i släktet Immergentia och familjen Immergentiidae. Arten är reproducerande i Sverige. Inga underarter finns listade i Catalogue of Life.